# Miège
Miège foi uma comuna da Suíça, no Cantão Valais, com cerca de 970 habitantes. Estendia-se por uma área de 2,53 km², de densidade populacional de 383 hab/km². Confinava com as seguintes comunas: Mollens, Salgesch, Venthône, Veyras. 
A língua oficial nesta comuna era o Francês.

## História
Em 1 de janeiro de 2021, passou a formar parte da comuna de Noble-Contrée.